# Stema Basarabiei

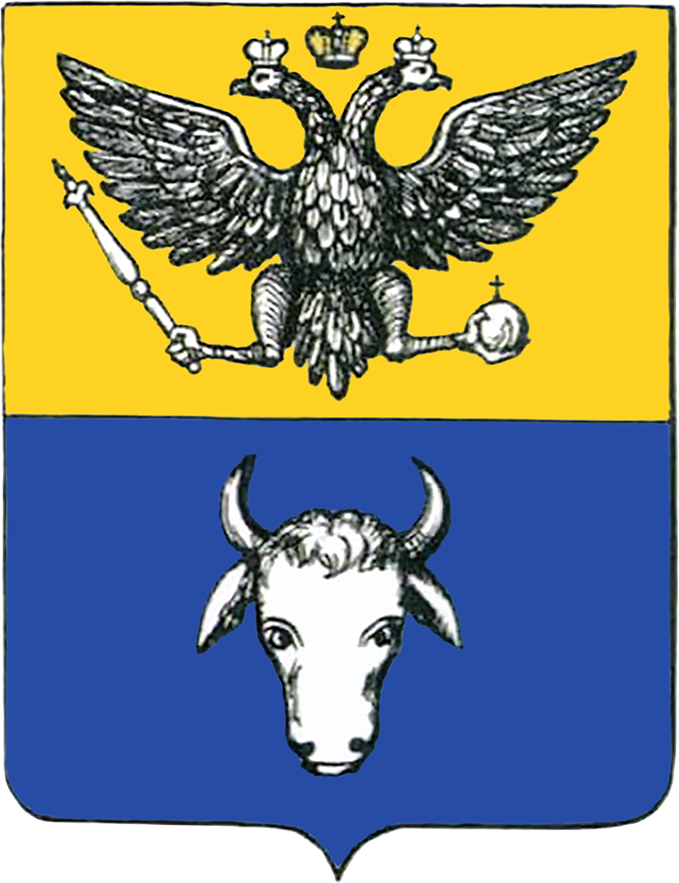
Stema Basarabiei, așa cum a fost stabilită inițial sub stăpânirea țaristă (cca. 1815, 1817)

Stema Basarabiei a fost stabilită după anexarea acesteia de către Imperiul Țarist, în 1812, urmând să reflecte noua situație politică a provinciei.
Stema Basarabiei stabilită prin 1815 - 1817 cuprindea un scut tăiat, aur în cartierul superior și albastru în cel inferior. În primul cartier se află stema imperiului: acvila bicefală, împodobită cu o coroană de aur, ține în ghearele ei sceptrul și globul crucifer. În cartierul albastru este reprezentată vechea stemă a Moldovei: capul de bour. Conform aprobărilor imperiale din 27 martie și 13 aprilie 1826, această reprezentare a suferit mici modificări: cartierele sunt de data aceasta roșu (sus) și aur (jos), iar acvila ține în gheara dreaptă o făclie și un fulger, iar în cea stângă o cunună de lauri. Pe pieptul ei se află reprezentat un scut roșu cu Sfântul Mare Mucenic Gheorghe ucigând balaurul cu sulița, de pe calul alb.
În 1878 înfățișarea stemei a fost schimbată radical. Pe un scut albastru a fost înfățișat capul de bour, având ochii, limba și coarnele de culoare roșie. Între coarnele sale a fost plasată o stea cu cinci raze și el a fost flancat de o roză (în dreapta) și o semilună (în stânga). Scutul a fost bordat cu culorile Romanovilor: aur, argint și negru.
În 1918, pe actele unirii cu România, a fost utilizată vechea stemă a voievodatului Moldovei. 
După cel de-Al Doilea Război Mondial, majoritatea Basarabiei a fost transformată în republică sovietică socialistă. Noua entitate a primit o stemă în concordanță cu celelalte din U.R.S.S., fără legătură cu trecutul istoric. Evenimentele ce au avut loc în această țară după 1989 au determinat alcătuirea unei noi steme, pentru a desemna statul suveran abia creat. Astfel, stema Republicii Moldova a reluat, în componența ei, vechiul cap de bour.

### Ținutul Mării
În 1816, Gheorghe Asachi, a introdus în armele Moldovei doi delfini afrontați, meniți a simboliza Ținutul Mării și gurile Dunării răpite de către Rusia. Aceștia vor fi preluați pentru a desemna cele trei județe din sudul Basarabiei retrocedate în 1856 Moldovei. După schimbul dictat în 1878, în urma căruia Dobrogea revenea României în schimbul acelor județe, delfinii au desemnat noua provincie.

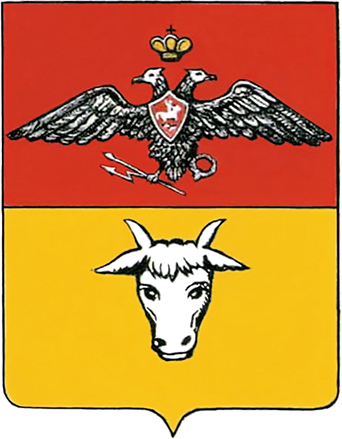
Varianta adoptată în 1826
Varianta adoptată în 1878
Stema R.D. Moldoveneşti
Stema RSS Moldoveneşti
Stema Republicii Moldova